# Lycaena kasyapa
Lycaena kasyapa är en fjärilsart som beskrevs av Moore 1865. Lycaena kasyapa ingår i släktet Lycaena och familjen juvelvingar. Inga underarter finns listade i Catalogue of Life.